# Lars Thuesen
Lars Thuesen (født 29. marts 1956 i Gentofte) er en dansk erhvervsleder.

## Uddannelse
Lars Thuesen er student fra Herlufsholm Kostskole i 1974 og Cand Polit fra Københavns Universitet 1981.

## Karriere
I sine skoleår på Herlufsholm Kostskole var han aktiv i elevpolitik, medlem af elevrådet og de sidste år formand derfor.
I sine studenter år var han aktiv i Studenterforeningen som medlem af repræsentantskabet, 2 år som formand.
Han startede sin erhvervskarriere i daværende Privatbanken (nu Nordea) i 1978. Frem til 1989 bestred han forskellige stillinger indenfor områderne portofolio management, corporate- og investment banking, og da han i 1989 sluttede i banken, var han underdirektør og stedfortrædende chef i Merchantbank divisionen.
Fra 1989 til 1993 var Lars Thuesen ansat i SASs koncernledelse i Stockholm. Han var drivkraften bag opbygningen af SAS Koncernens internbank, SAS Finance. I 1991 blev han udnævnt til koncernfinansdirektør, og medlem af koncerndirektionen.
I 1994 forestod Lars Thuesen salget af SAS turoperatør- og chartervirksomhed, Scandinavian Leisure Group, til engelske Airtours Plc.
Han fulgte med virksomheden som Airtours vicekoncernchef for Skandinavien, en stilling han bestred til 1997. I 1996 købte Airtours også den danske rejsekoncern Spies-Tjæreborg, hvor Lars Thuesen efterfølgende blev koncernchef.
I 1997 flyttede han til Manchester, England som chef for Airtours engelske aktiviteter. I 1998 blev han medlem af Airtours Plc bestyrelse. I perioden 1999 til 2001 var han ansvarlig for koncernens aktiviteter på det europæiske kontinent, samt hotel- og krydstogtsdivisionen.
I 2001 forlod han Airtours, for at beskæftige sig med sine egne private investeringer. Lars Thuesen har været, og er, medejer af en lang række virksomheder.
Han har været hoveddrivkraften bag en række virksomheds rekonstruktioner. Blandt andet HH-Ferries, der i 2002 blev solgt til Stena Line AB. Også Netdoktor Gruppen, der i perioden 2006 til 2011 blev solgt til en række ledende internationale medie huse, herunder Berlingske Media. Novia AS stod Lars Thuesen i spidsen for i perioden 2003 til 2011, den rekonstruerede virksomhed blev mellem 2008 og 2011 solgt til henholdsvis Menzies Plc og Accent Private Equity. Fra 2003 til 2010 var han medindehaver af Tysklands 5. største rejsearrangør FTI
I perioden 2012 til 2022 var han medejer af Basisbank AS. I 2021 meddelte han at banken skulle afvikles og banklicensen afleveres i protest mod de regulatoriske  krav til at drive bankvirksomhed i Danmark.
Han er i dag stærkt involveret i den Nordiske charterfly branche, med ejerskab af danske Jettime. Han er endvidere aktionær og bestyrelsesmedlem i lettiske AirBaltic.
Gennem  sine holdingselskaber Basisfinans AS og Nosca AS har han ejerinteresser i en række virksomheder i ind- og udland.
Af tillidsposter har Lars Thuesen haft adskillige, herunder 12 år i bestyrelsen for Herlufsholm Skole og Gods. I 2016 blev han formand for Herlovianersamfundet.

## Hovedaktiviteter
Hans hovedaktiviteter i dag udgør:
- Jettime, bestyrelsesmedlem og ejer
- Dutch Leisure Group BV, bestyrelsesmedlem og betydende aktionær.
- AirBaltic, bestyrelsesmedlem og aktionær.
- Grail/SilverTray, bestyrelsesmedlem og aktionær.
- Paxport AB, bestyrelsemedlem og aktionær.
- KRING Speedbooting 2016 ApS, bestyrelsesmedlem og aktionær.
- CCS Maintenance Aps, bestyrelsesmedlem og hovedaktionær.